# Крістіано Доні
Крістіа́но До́ні (італ. Cristiano Doni, нар. 1 квітня 1973, Рим) — італійський футболіст, півзахисник.

## Клубна кар'єра
Народився 1 квітня 1973 року в місті Римі. Вихованець футбольної школи клубу «Модена». Дорослу футбольну кар'єру розпочав 1991 року в основній команді того ж клубу, в якій, втім не провів жодної гри в чемпіонаті.
Натомість протягом 1992–1994 років здобував ігровий досвід, виступаючи на правах оренди за нижчолігові команди «Ріміні» та «Пістоєзе». Згодом з 1994 по 1998 рік грав у складі команд клубів «Болонья» та «Брешія».
Своєю грою за останню команду привернув увагу представників тренерського штабу клубу «Аталанта», до складу якого приєднався 1998 року. Відіграв за бергамський клуб наступні п'ять сезонів своєї ігрової кар'єри. Більшість часу, проведеного у складі «Аталанти», був основним гравцем команди. У складі «Аталанти» був одним з головних бомбардирів команди, маючи середню результативність на рівні 0,38 голу за гру першості.
Протягом 2003–2006 років захищав кольори клубів «Сампдорія» та «Мальорка».
2006 року повернувся до «Аталанти», за яку досвідчений нападник відіграв ще п'ять сезонів. Граючи у складі «Аталанти» знову здебільшого виходив на поле в основному складі команди. Був змушений завершити ігрову кар'єру у серпні 2011 року після звинувачень в участі в договірних матчах з подальшим покаранням у вигляді дисквіліфікації на 3,5 роки, що у випадку 38-річного футболіста фактично не залишило шансів повернутися у професійний футбол.

## Виступи за збірну
2001 року дебютував в офіційних матчах у складі національної збірної Італії. Протягом кар'єри у національній команді, яка тривала усього 2 роки, провів у формі головної команди країни 7 матчів, забивши 1 гол.
У складі збірної був учасником чемпіонату світу 2002 року в Японії і Південній Кореї.
| Дата       | Місто   | Господарі | Результат | Гості                | Турнір             | Голи | Примітки |
| ---------- | ------- | --------- | --------- | -------------------- | ------------------ | ---- | -------- |
| 07/11/2001 | Сайтама | Японія    | 1 – 1     | Італія               | товариський матч   | 1    |          |
| 13/02/2002 | Катанія | Італія    | 1 – 0     | США                  | товариський матч   | -    |          |
| 27/03/2002 | Лідс    | Англія    | 1 – 2     | Італія               | товариський матч   | -    |          |
| 03/06/2002 | Саппоро | Італія    | 2 – 0     | Еквадор              | ЧС 2002 - 1-й етап | -    |          |
| 08/06/2002 | Касіма  | Італія    | 1 – 2     | Хорватія             | ЧС 2002 - 1-й етап | -    |          |
| 21/08/2002 | Трієст  | Італія    | 0 – 1     | Словенія             | товариський матч   | -    |          |
| 12/10/2002 | Неаполь | Італія    | 1 – 1     | Сербія та Чорногорія | Відбір до ЧЄ 2004  | -    |          |
| Усього     |         | Матчів    | 7         |                      | Голів              | 1    |          |